# Dorfkirche Cramon

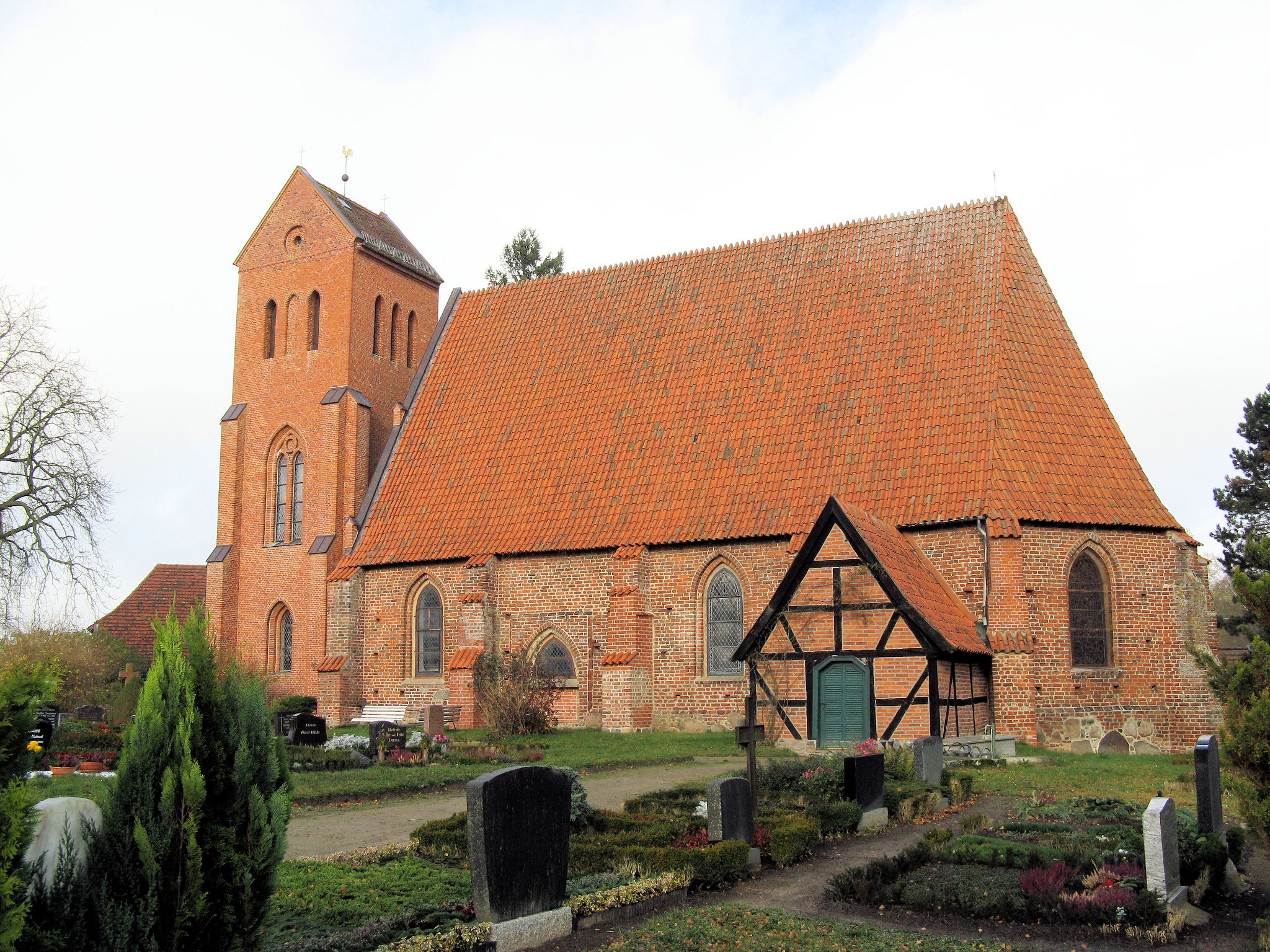
Kirche in Cramon (2008)

Die Dorfkirche Cramon ist ein evangelisch-lutherisches Kirchengebäude in Cramon, einem Ortsteil der Gemeinde Cramonshagen im Landkreis Nordwestmecklenburg (Mecklenburg-Vorpommern). Sie gehört zur Kirchengemeinde Cramon in der Propstei Wismar des Kirchenkreises Mecklenburg in der Nordkirche.

## Geschichte

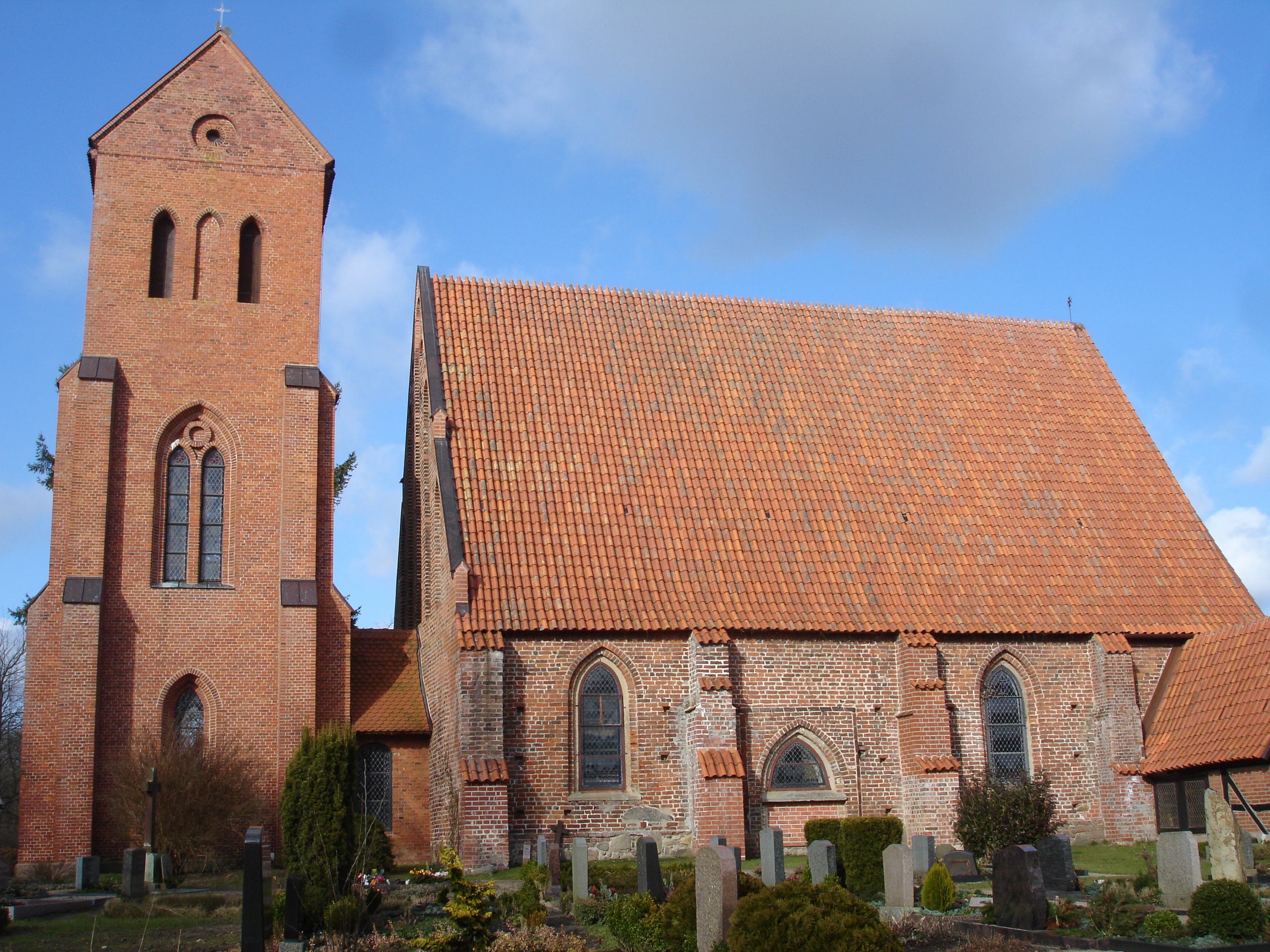
Südansicht (2013)

Cramon wurde zur Zeit von Bischof Berno zu Schwerin erstmals 1178 in Verbindung mit dem Geistlichen Dominus Franco de Cremun urkundlich erwähnt und gehört neben Kirch Stück und Hohen Viecheln zu den ältesten Dörfern östlich der Elbe.
Im 16. Jahrhundert hatten die Familien von Drieberg, von Schöneich, von Oertzen, von Pentz und die Herzöge zu Schwerin Besitz und Rechte verschiedener Art in Cramon. Im 17. Jahrhundert folgten die Familien von der Lühe und von Hundt. Danach waren es die von Drieberg und von Cramon. 1782 kamen die von Bassewitz und ab 1799 war Johann Friedrich von Böhl, der 1818 in den Adelsstand erhoben wurde, auf Cramon. Die Familie von Böhl blieb bis 1930. Dann folgte ein Vertreter der Familie von Blücher, Ernst-August von Blücher-Kuppentin (1886–1976). Dessen Mutter war eine geborene von Böhl.
Von den Geistlichen des Mittelalters ist nur der 1416 verstorbene Johannes Kleveheu bekannt. Er war 35 Jahre Priester in Cramon; sein Grabstein steht in der Kirche. Das Patronat der Kirche, die im Mittelalter zur Schweriner Diözese gehörte, übte der Landesherr aus.

## Baugeschichte
Unter den ersten mecklenburgischen Kirchenbauten im herrschaftlichen Umfeld wurde 1178 neben "Kerkstuke" auch Cramon erwähnt. Es ist aber fraglich, ob es sich zu dieser Zeit um mehr als eine Holzkirche gehandelt hat. Die ersten Kirchen als Steinbauten, auch im klösterlichen Umfeld, wurden erst im 13. Jahrhundert genannt. Wie genau aber der erste Kirchenbau ausgesehen hatte, ist unbekannt.
Die heutige Cramoner Backsteinkirche ist wohl Ende des 14., Anfang des 15. Jahrhunderts erbaut worden. Der Bau des heutigen Chores wird nachweisbar auf 1414 datiert. Sie entstand vermutlich als Filialkirche der Priorei Groß Eichsen, worauf ein Johanniterkreuz dem Dach des Kirchenschiffs hinweist.
Nach 1701 wurde durch Pastor Christian Gotthard Turlag das erste Kirchenbuch Cramons geführt. 1714 brannten das Pfarrhaus mit Scheune und Witwenhaus nieder. 1727 wurde die Kirche geplündert. Das Diebesgut waren sechs Leinendecken, ein Gesangsbuch, eine neue Rostocker Bibel, zwei Klingelbeutel mit einem silbernen Deckchen und des Pastors Taschenspiegel. Erst 1782 erfolgte der Neubau des Pfarrhauses.

### Äußeres
Der einschiffige Backsteinbau mit dem polygonalen Ostschluss gehört zum Typ der schlichten Saalbauten. Die stark abgetreppten Strebepfeiler deuten auf eine ursprünglich vorgesehene Einwölbung des Innenraumes hin. Das Walmdach war mit Mönch-Nonnen-Ziegeln eingedeckt. Für die 1967 erfolgte Neueindeckung mit historischen Ziegeln von der bayerischen Patenkirche aus Lehrberg wurden für die Einfuhrgenehmigung an die staatlichen Behörden 131 Anträge gestellt.

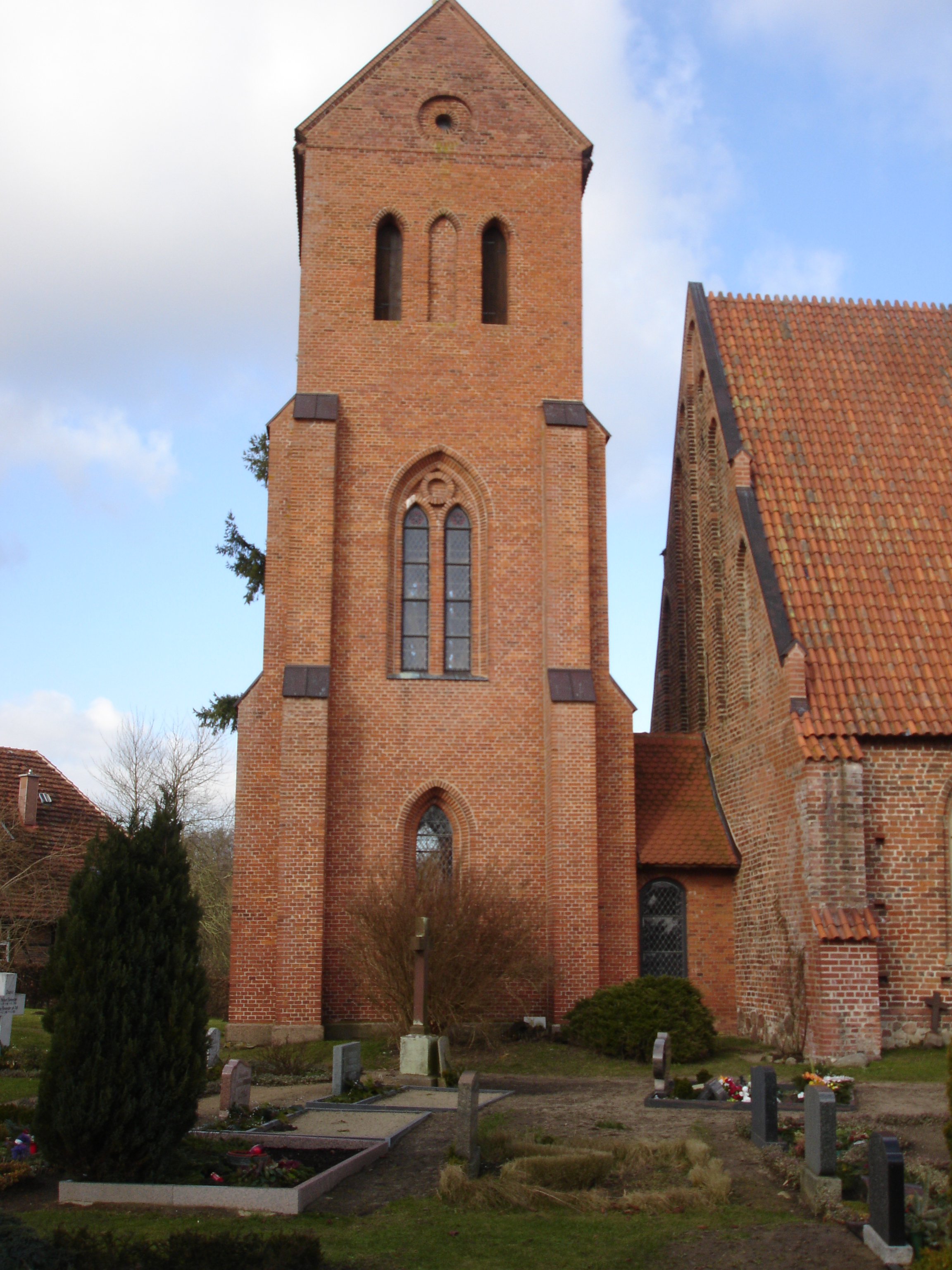
Turm und Verbindung zum Kirchenschiff (2013)

Der Westgiebel ist mit schlanken Spitzbogenblenden versehen. Bis 1842 stand ein freistehender hölzerner Glockenturm davor, der abgebrochen wurde. Mit Rücksicht auf den Blendenschmuck des Westgiebels hatte sich 1844 Landrat Theobald von Böhl beim Bau des neuen mehrgeschossigen Backsteinturms entschlossen, diesen einige Meter abrücken zu lassen und seitlich durch eine Vorhalle mit dem Kirchenschiff zu verbinden. Bei der notwendigen Turmsanierung bekam das querliegende Satteldach 2005 einen Wetterhahn.
Ende des 17. Jahrhunderts baute man an der Südfassade nahe dem Chor eine Vorhalle aus Fachwerk an. Unter den spitzbogigen Fenstern wurden ganze Fassadenbereiche mit Feldsteine versehen.

### Inneres
Das Innere der Kirche ist schlicht und erinnert nur wenig an vorreformatorische Zeiten. Nur zwei figürliche Grabplatten und das Fragment der alten Steinfünte sind erhalten geblieben. Die Holzbalkendecke war im Mittelalter reich mit farbigen Malereien verziert und der Fußboden mit einfachen Ziegelsteinen ausgelegt.
1823 erhielt die Innenausstattung eine gründliche Renovierung. Das gesamte Gestühl und die Holzverkleidung am Chor wurden vom Tischlermeister Boos aus Dalberg erneuert. Die alte Kanzel, 1605 von Valentin Runge aus Lübeck erbaut, wurde von ihrem Platz an der Seite des Kirchenschiffs entfernt und über den Altar gesetzt. Zur Kirchenweihe schenkte der Großherzog Friedrich Franz I. das vom Ludwigsluster Hofmaler Rudolph Suhrlandt gefertigte Bild Jesus und die Emmausjünger, dass heute im Gemeinderaum des Pfarrhauses hängt. Die Großherzogin Alexandrine stiftete eine rote Altardecke und die Kanzelbekleidung.
Bei der 1952 begonnenen Instandsetzung wurden 1953 der Altarraum, das Gestühl und die Empore neu gestaltet und dabei zahlreiches Inventar des 19. Jahrhunderts entfernt. 1956 erhielten die beiden Chorfenster figürliche Glasmalereien nach Entwürfen des Schweriner Pastors Pägelow. Heute prägt ein überdimensionales Holzkreuz den Altarraum zwischen den beiden Buntglasfenstern, im linken die Kreuzigung und im rechten die Auferstehung Jesu.

#### Taufstein
Einst stand die Granitfünte aus dem 13. Jahrhundert am Taufort im Westen vor der Kirche, wurde 1844 beim Bau des massiven Kirchturmes weiter nach Süden versetzt und soll in den Sommermonaten mit Blumen bepflanzt worden sein, wie man heute noch zu erzählen weiß. Bei der Renovierung und Neugestaltung des Altarraums 1952 brachte man die Tauffünte vom Friedhof zurück in die Kirche und gestaltete sie völlig neu, so dass von der frühromanische Fünte fast nichts mehr erkennbar ist. Bei der Umgestaltung der Kuppa zur Taufschale wurden fast 10 Zentimeter des oberen Randes abgenommen. Die durch die Stein-auf Stein-Klopftechnik raue Oberfläche wurde ringsherum geglättet. Der Fuß wurde zugunsten eines viel zu großen, aus Backstein gemauerten Sockels entfernt und mit einer dunkelfarbigen runden Granitplatte belegt. Da der Sockel in das Altarraumpodest mit eingebaut wurde, kommt es öfters zu Problemen bei den Taufe für die Taufgesellschaft. Die Kuppa ist 49,5 cm hoch und 82 cm breit, die Taufschale 68 cm breit und nur noch 19 cm tief. Der gemauerte Sockel ist 46 cm hoch und hat eine Breite von 122 cm.

#### Orgel
Die Orgel (I/AP/5) wurde 1875 durch Friedrich Friese III als Brüstungsorgel gebaut. Ehemals als flacher neugotischer Prospekt mit drei spitzbogigen Pfeilerfeldern und flachen oberen Abschlüssen erstellt, hat sie heute nur noch aufrechte Ständer zwischen den Feldern. 1917 wurden die Zinnpfeifen für Kriegszwecke abgeliefert. Bei einer Neugestaltung 1953 hatte man die obere Gehäusehälfte entfernt und die verkleinerte Orgel in die Nordwestecke versetzt. 1966 erneuerte der Plauer Orgelbauer Wolfgang Nußbücker die Orgel mit dem alten Werk. Durch den Rostocker Orgelbaumeister Johann-Gottfried Schmidt wurde die Orgel im Februar 2013 originalgetreu restauriert und spielbar gemacht. Mit ihren 245 Pfeifen, einem neuen elektrischen Gebläse und neuem Prospekt steht die Orgel nun wieder am alten Platz.

#### Glocken
In dem 1842 abgebrochenen freistehenden hölzernen Glockenstuhl hingen seit 1877 zwei vom Lübecker Landre gegossene Bronzeglocken. Die heute vorhandene, nun älteste Glocke wurde 1827 vom Lübecker Ratsgießer Friedrich Wilhelm Hirt gegossen. Die 1844 vom Wismarer Peter Martin Hausbrandt gegossene Glocke war ein Umguss von einer älteren Glocke von 1788. Sie wurde 1917 für Kriegszwecke eingeschmolzen. Eine 1931 durch M & O Ohlssen in Lübeck gegossene Glocke musste 1941 dem Zweiten Weltkrieg geopfert werden. 1964 kam aus der Glockengießerei Apolda eine neue Bronzeglocke mit der Inschrift: Bekümmert euch nicht, die Freude am Herrn ist eure Stärke, sie wurde am 9. April eingebaut und zum Himmelfahrtstag erstmals geläutet.

#### Grabsteine

Eine Stele erinnert an den Schriftsteller Uwe Johnson

Zwei figürliche Grabsteine befinden sich in der Kirche, einer für den 1416 verstorbenen Priester Johannes Kleveheu, der 35 Jahre in dieser Kirche diente. Von einer Minuskelschrift und den vier Evangelisten umgeben, wird der Priester im Ornat und mit dem Kelch dargestellt. Der andere Grabstein lag einst hinter dem Altar. Er enthält neben der Umschrift für den 1572 verstorbenen Joachim von Drieberg auf Gottmannsförde noch das Wappen mit Helmzier der Patronatsfamilien von Drieberg. In den vier Ecken befinden sich die Wappen der Drieberg, Bülow, Linstow und Smeker.
Auf dem Friedhof erinnert eine 2021 von dem Bildhauer Bernd Streiter geschaffene Uwe Johnson-Stele an den Schriftsteller Uwe Johnson. Sie steht neben dem Grab seiner Großeltern, die in Drieberg eine kleine Landwirtschaft hatten. Auf der Stele wird aus den  Jahrestagen zitiert:
Im Sommer 1951 waren wir mit den Rädern unterwegs. Am Cramoner See, schräg gegenüber dem Dorf  Drieberg, machten wir Halt für eine halbe Stunde Schwimmens. (Uwe Johnson. Jahrestage. Band 3)

## Pastoren
Namen und Jahreszahlen bezeichnen die nachweisbare Erwähnung als Pastor.
- erwähnt 1178 Franco de Cremun
- erwähnt 1320 Kirchherr Burckhardus
- 1381–1416 Johannes Kleveheu, dessen Grabplatte, die den Geistlichen mit Talar und Kelch zeigt, in der Kirche steht.
- 1513–1558 Nikolaus Hahne, ...ein frommer Prediger, ziemlich gelehrt, eines aufrichtigen ehelichen Lebens, aber sehr arm.
- 1559–1590 Joachim Kirchner.
- 1590–1618 Johann Montanus.
- 1618–1665 Alexander Gypsius (Gypsen),
- 1665–1675 Nikolaus Suhr(Suhre), danach in Rehna.
- 1676–1700 Friedrich Ulrich Reppenhagen.
- 1701–1710 Christian Gotthard Turlag (Turlach), danach in Rehna.
- 1710–1746 Hieronymus Nieper,
- 1746–1752 Philipp Karl Friedrich Laudan.
- 1752–1782 Carl Christian Gardelin
- 1783–1815 Christoph Daniel Wiechel, vorher Hilfsprediger im Dom und Schloss zu Schwerin.
- 1815–1844 Martin Heinrich Friedrich Stolte, ab 1805 Pastor an der Zuchthauskirche in Dömitz, 1836 Kirchenrat.[14]
- 1844–1851 Johann Friedrich Möller, wurde 1851 suspendiert und wanderte mit seiner Familie, sechs Knechten und Mägden nach Texas aus.[15]
- 1852–1853 Johann Friedrich Theodor Polstorff, Hilfsprediger, danach Pastor am Gefangenenhaus in Bützow, 1859 Superintendent in Güstrow, 1880 Mitglied des oberen Kirchengerichts in Rostock.[16]
- 1852–1890 Georg C. Heinrich Floerke, 1888 Oberkirchenrat.
- 1890–1892 August P. Friedrich Leo, zugleich Domprediger in Schwerin, promovierte 1892 und wurde zum Superintendenten und Konsistorialrat nach Malchin berufen.
- 1892–1906 Carl Johann Gustav Georg Algenstaedt.
- 1907–1912 Christian Louis Carl Friedrich Jahr, ging nach Detmold.
- 1912–1945 Otto C. Friedrich Voß, vorher in Kuppentin war im Ersten Weltkrieg als freiwilliger Feldgeistlicher Divisionspfarrer in Polen, Litauen und Frankreich.[17]
- 1936–1939 Heinrich Wrede, Vikar, 1941 im Feldlazarett im Osten gestorben.[18]
- 1939–1940 Max Fritz Schäfer, vor 1939 Vikar Schweriner Dom, 1941 im Krieg gefallen.[19]
- 1946–1978 Herbert Bliemeister, danach in Ratzeburg.
- 1979–1989 Karl-Heinz Lauschus, aus Zeuthen.
- 1989–1990 Anne Vogler aus Mühlen Eichsen.
- 1990–1995 Michael Pietsch aus der Schlesischen Oberlausitz, wurde vom OKR suspendiert.[20]
- 1995–2013 Torsten Markert, erst als Vakanzvertretung aus Alt Meteln.
- 2013–2015 Anja Fischer als Kuratorin der vereinigten Kirchengemeinde Alt Meteln-Cramon-Groß Trebbow.
- 2015 aktuell Markus Seefeld als Pastor der Kirchengemeinde Alt Meteln-Cramon-Groß Trebbow.[21]

## Heutige Kirchengemeinde
Die Kirchengemeinde Cramon fusionierte am 1. Mai 2014 mit der Kirchengemeinde Alt Meteln und der Kirchengemeinde Groß Trebbow zur Kirchengemeinde Alt Meteln-Cramon-Groß Trebbow. Der Sitz der Verwaltung ist das Pfarrhaus Alt Meteln. Zum Kirchspiel Cramon gehören neben dem Pfarrort Cramon die Orte Böken, Cramonshagen, Dalberg, Dorf und Hof Drieberg, Gottmannsförde, Herren Steinfeld, Neues Dorf, Niemark und Schönfeld-Mühle.

### Gedruckte Quellen
- Mecklenburgisches Urkundenbuch (MUB)
- Mecklenburgische Jahrbücher (MJB)

### Ungedruckte Quellen
- Landeshauptarchiv Schwerin (LHAS)
  - LHAS 10.09 L/06 Personennachlass Lisch, Friedrich (1801–1883), Nr. 636 Mitteilung des Pastors Georg Floerke aus Cramon zu Quellen über die Familie von Oertzen in seiner Kirche 1859.
- Landeskirchliches Archiv Schwerin (LKAS)
  - LKAS, OKR Schwerin, Specialia, Abt. 1. Cramon Nr. 119, Kirche und Pfarrbauten, 035 Bauten 1843, 039 Glocken 1786-1964, 040 Orgel 1879-1967.
  - LKAS, OKR Schwerin, Specialia alt, 034 Kirchenstühle, Glocken, Orgel 1683-1931.
  - LKAS, OKR Schwerin, Pfarrarchiv Cramon, 004 Gerichtsakten Pastor Stolte contra Herrn von Böhl 1822-1828. 111 Verschiedene Angelegenheiten des Pastors Algenstädt und des Kirchenrats Flörke 1744–1910.
  - LKAS, OKR Schwerin, Personalia und Examina.